# Teika Fujiwara
Teika Fujiwara lub Sadaie Fujiwara (jap. 藤原 定家 Fujiwara no Sadaie/Teika; ur. 1162, zm. 26 września 1241) – japoński arystokrata, poeta waka, krytyk, kaligraf, pisarz, skryba i uczony późnego okresu Heian i wczesnego Kamakura. 

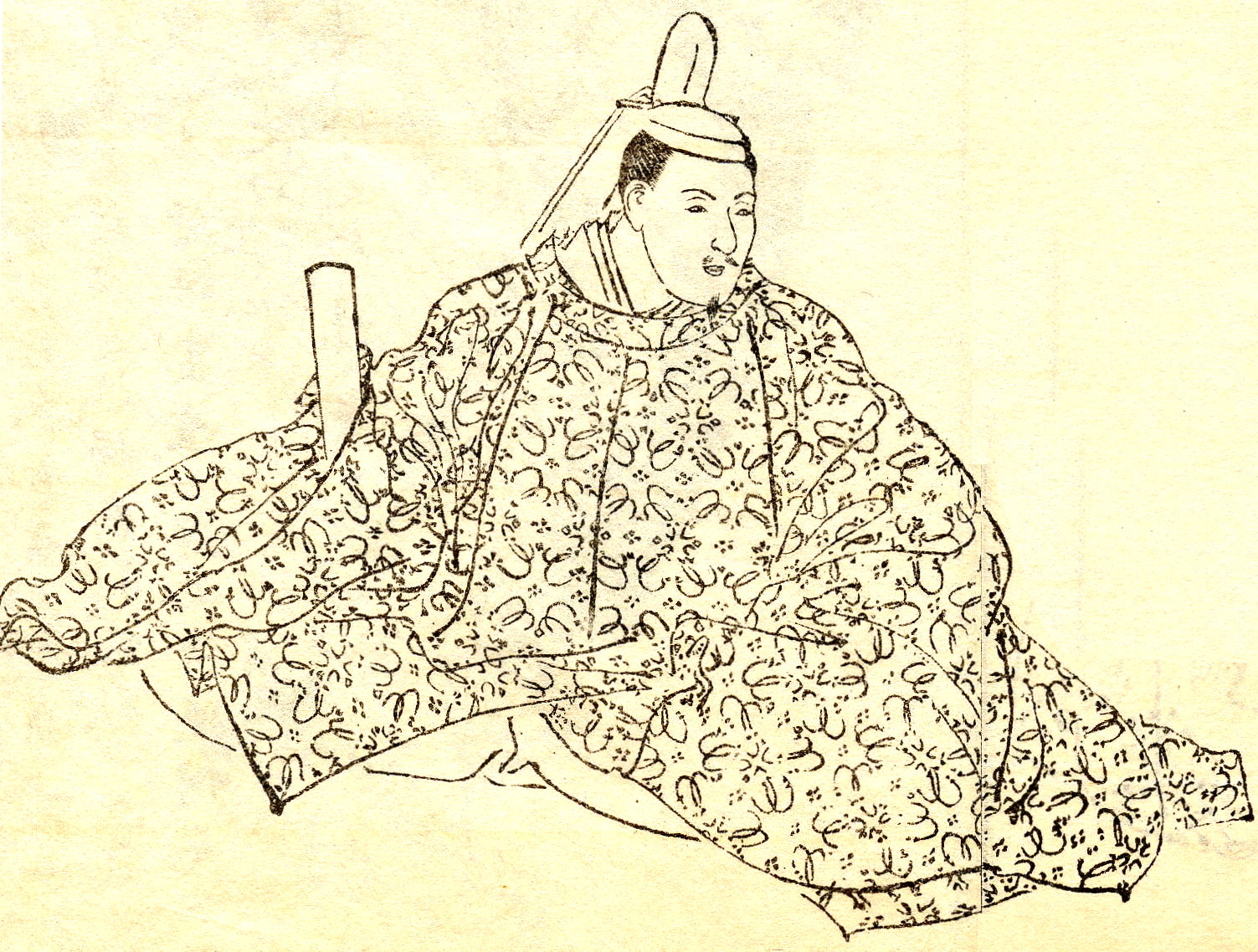
Fujiwara no Teika

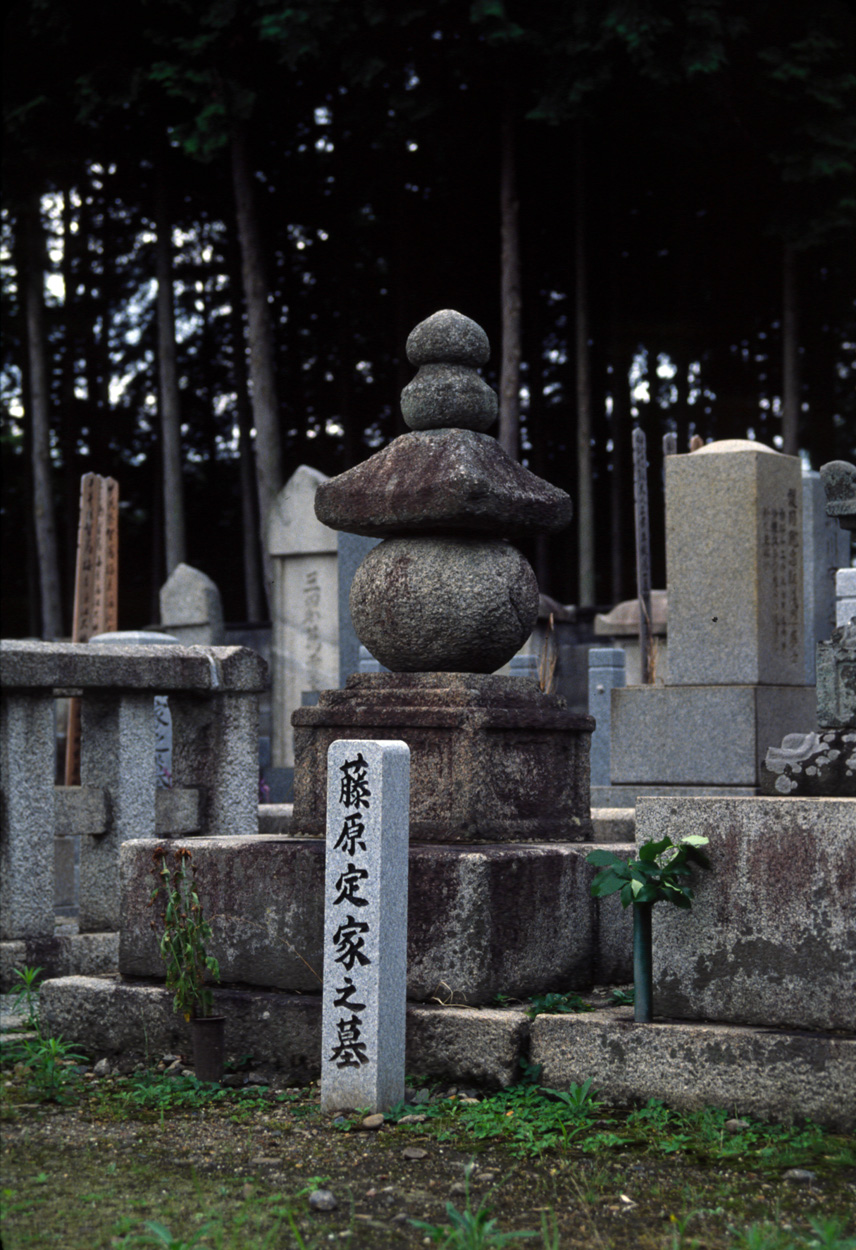
Nagrobek Fujiwara no Teika

Wywarł istotny wpływ na poezję japońską swojej epoki, m.in. modyfikując tradycyjne formy poetyckie (tanka) poprzez stosowanie obrazowania oddziałującego bardziej na uczucia niż intelekt. Był współredaktorem i autorem wielu poematów zawartych w wielkiej antologii poezji japońskiej pt. Shin-kokin-waka-shū ("Nowy zbiór starych i nowych poematów"), powstałej w 1201 roku. Antologia ta jest nazywana w skrócie Shin-kokin-shū. 

## Życiorys
- syn Shunzeia, potomek poetów – początkowo korzysta z opinii ojca, później ceniony[przez kogo?] za własny styl
- służba w rezydencji kanclerza-regenta (kampaku), Kanezane Kujō – poznaje poetów (Jiena, Yoshitsune Fujiwarę); po upadku rodu Kujō – ubogi arystokrata, brak awansów - niezadowoleniu daje czasami wyraz w wierszach
- udział w konkursach poetyckich uta-awase objętych patronatem eks-cesarza Go-Toby – zauważony, przywilej wstępu do pałacu cesarskiego, szybka kariera poety, krytyka i nauczyciela (stanowisko kierownika sekcji wyboru poezji w urzędzie Wakadokoro, redaktor Shin-kokin-shū, awans do 3. młodszej rangi, tytuł ministra spraw wewnętrznych)
- 1206–1220 – szczytowy okres twórczości, liczne udziały w konkursach poetyckich uta-awase, Juntoku – młodszy syn i następca Go-Toby entuzjastą poezji, częste wizyty na dworze, 1207 r. – nawiązanie kontaktów z siogunem Sanetomo Minamoto (wiersz do poprawki, 1209 – Kindai Shūka wybór 100 wierszy, które należy naśladować, dla sioguna)
- pogorszenie i zerwanie stosunków z Go-Tobą, bo:
  - utrzymuje kontakty z bakufu
  - zmuszony do udziału w uta-awase w rocznicę śmierci matki pisze niemiłe wiersze
  - konflikt o wierzby przesadzone na rozkaz Go-Toby z jego rezydencji do rezydencji cesarskiej
- zesłanie Go-Toby na wyspy Oki po zamieszkach ery Jōkyū w 1221 r.; awans społeczny rodziny żony Saionji, awans Teiki do 2. starszej rangi
- w 71. roku życia zostaje mnichem, przyjmując imię Myōjō, nadal aktywny jako poeta, redaktor zbioru poematów pt. Shin-Chokusen-waka-shū ("Nowy zbiór poematów japońskich z wyboru cesarza"), tworzy kopie wielu dzieł klasycznych (kopie dobrej jakości, zyskują nazwę teikabon)

## Twórczość
- poezja z wczesnego okresu określana mianem daruma-uta (pejoratywne określenie poezji zen) – ze względu na jej zawiłość i trudność w zrozumieniu
- eksperymenty z poezją – rozszerzenie tematyki wierszy waka – włączenie tematów z poezji chińskiej (np. niepoetyckie zwierzęta typu owce, niedźwiedzie, małpy); wiersze zaczynające się na kolejne znaki kany (zapożyczone słowa z jęz. chińskiego, terminy buddyjskie) → udowadnia, że słowa obcego pochodzenia nie psują lirycznego piękna waka; 33 wiersze zaczynające się od pierwszych słów wierszy mnicha Sōseia umieszczonych w Kokinshū, wszystkie o tematyce jesiennej
- w późniejszym okresie twórczości wiersze zgodne z głoszonymi teoriami, konserwatywne spojrzenie na poezję, elegancja, ucieleśnienie ideałów yōen ("eterycznego piękna", "ulotnego czaru") i ushin ("z głębi serca", "z uczuciem"), podziwiany za umiejętność tworzenia atmosfery zmysłowości i tajemniczości, nieuchwytnego piękna yūgen ("tajemnej głębi", "piękna tajemnicy przemijania")
- wprowadzenie sposobu obrazowania oddziałującego bardziej na uczucia niż rozum
- częste stosowanie honka-dori (rozbudowanej adaptacji słynnego wiersza, sprytnej imitacji) z klasycznych dzieł zawartych w zbiorach, jak: Kokin-shū, Man’yōshū, czy również z monogatari, np. Genji monogatari)
- łączenie opisów oddziałujących na różne zmysły – wzrok, słuch, dotyk
- niektóre wiersze utrzymane w estetyce sabi ("starzenia się", "osamotnienia", "smutku") – ukazanie piękna w samotności, opuszczeniu, zapomnieniu
- jedyny poeta, który kompilował dwie antologie cesarskie
- kompilacja zbioru Ogura hyakunin-isshu – zbiór 100 wierszy 100 poetów, będący wzorem dla następnych tego typu zbiorów; wybrane wiersze prezentowały wszelkie idealne tematy, style i techniki